# 친구야 친구 (현이와 덕이의 노래)
〈친구야 친구〉는 1976년 4월 발표된 현이와 덕이의 데뷔 음반이자 옴니버스 형식의 컴필레이션 음반 《친구야 친구》의 A면 머릿곡이자 동명 타이틀 곡으로 수록된 곡이다.  1975년 장덕이 중학교 2학년(만 14세) 때 작사 · 작곡한 곡으로 알려져 있다.